# Stefaniola balkhashensis
Stefaniola balkhashensis är en tvåvingeart som först beskrevs av Marikovskij 1965.  Stefaniola balkhashensis ingår i släktet Stefaniola och familjen gallmyggor. Inga underarter finns listade i Catalogue of Life.